# Forêt rousse

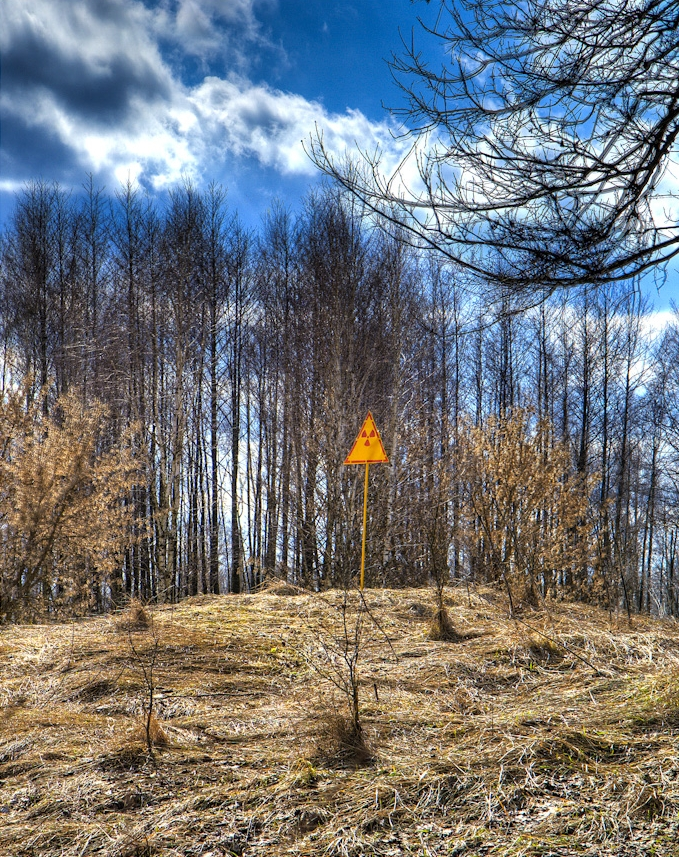
La forêt rousse

La Forêt rousse ou Forêt rouge (ukrainien : Рудий ліс, russe : Рыжий лес) est le nom donné à la végétation forestière dans une zone de dix kilomètres autour de la centrale nucléaire de Tchernobyl, actuellement en Ukraine. Cette référence à la couleur rouge provient de la couleur brune des pins après leur mort, causée par l'absorption de niveaux élevés de rayonnement radioactif, à la suite de la catastrophe de Tchernobyl le 26 avril 1986. Selon la nature des dommages causés par les radiations, les scientifiques ont divisé la forêt rouge en quatre zones. Dans la première zone (adjacente à la station) la dose en 1986 était de 8 000 à 10 000 rad (80 à 100 Gy).
Dans les opérations de nettoyage post-sinistre, la Forêt rouge a été rasée au bulldozer et enterrée dans des « cimetières de déchets ». Le site de la Forêt rouge demeure cependant l'une des zones les plus contaminées dans le monde.
Les forêts de pins ont été remplacées par des forêts de bouleaux, qui seraient plus résistants aux radiations.

## Historique
La catastrophe nucléaire de Tchernobyl a touché des territoires dont une partie avait des écosystèmes forestiers. Selon l'Institut de radioprotection et de sûreté nucléaire (IRSN) français en 2016, « la forêt occupant 53 % de la zone d’exclusion couvrant une superficie de 2600 km2 établie après l’accident a subi des dommages irréversibles ». Cela s'est traduit par la mort due à la radioactivité de la grande majorité (90 %) des pins sylvestres, en quelques semaines à la suite de l'accident, dans les 6 km2 qui seront ensuite surnommés la « forêt rousse » . Par ailleurs, dans une zone de 38 km2 de forêt avec une dose absorbée un peu moins forte, 40 à 75 % des arbres ont connu un brunissement et presque tous (95 %) ont subi des effets sur leur croissance,.
Lors du nettoyage du site après le sinistre, sur une surface de 4 km2, les arbres morts ont été abattus et ensevelis.
Dans la zone d'exclusion de Tchernobyl, la nature a été laissée à elle-même. Des plantes se sont établies et développées sur les territoires concernés : l'IRSN cite une étude de 2011 indiquant que la forêt recouvre à cette date environ 90 % de la zone d'exclusion, avec notamment la venue de plantes herbacées nouvelles et d'arbres à feuilles caduques tels que les bouleaux.
Lors de l'invasion de l'Ukraine par la Russie en 2022, des soldats russes ont pris le contrôle de zone autour de Tchernobyl. Ils auraient alors été irradiés en creusant des tranchées dans la « forêt rouge », ce qui aurait conduit à leur rapatriement vers la Biélorussie pour être soignés.

## Feux de forêt
La zone d'exclusion de Tchernobyl — plus large que la forêt rousse mais la contenant — a connu plusieurs feux de forêt après 1986 ; l'intervention sur place de pompiers les expose à des risques liés à l'exposition à la radioactivité, et les fumées qui se dégagent peuvent être des vecteurs de déplacement de particules radioactives dans l'atmosphère,,,,,.
En avril 2015, un feu de forêt brûle sur environ 400 hectares de superficie et s'approche notamment à environ 20 km de l'ancienne centrale nucléaire de Tchernobyl ; des craintes se forment quant au risque que brûlent les végétaux de la zone très contaminée par la catastrophe et que cela n'enclenche un relâchement d'éléments radioactifs dans l'atmosphère.
Il y a aussi eu d'importants incendies de forêt dans la zone d'exclusion de Tchernobyl en 2020, dont certains à proximité de l'ancienne centrale nucléaire,,,,.